# Лу-Сара
Лу-Сара (перс. لوسرا) — село в Ірані, у дегестані Рахімабад, у бахші Рахімабад, шагрестані Рудсар остану Ґілян. За даними перепису 2006 року, його населення становило 143 особи, що проживали у складі 27 сімей.

## Клімат
Середня річна температура становить 13,49 °C, середня максимальна – 27,04 °C, а середня мінімальна – -0,37 °C. Середня річна кількість опадів – 766 мм.
| Клімат поселення                              | Клімат поселення | Клімат поселення | Клімат поселення | Клімат поселення | Клімат поселення | Клімат поселення | Клімат поселення | Клімат поселення | Клімат поселення | Клімат поселення | Клімат поселення | Клімат поселення | Клімат поселення |
| Показник                                      | Січ.             | Лют.             | Бер.             | Квіт.            | Трав.            | Черв.            | Лип.             | Серп.            | Вер.             | Жовт.            | Лист.            | Груд.            |                  |
| Середній максимум, °C                         | 11,14            | 10,31            | 11,21            | 16,22            | 20,84            | 25,48            | 27,04            | 26,86            | 22,86            | 19,63            | 15,12            | 11,21            |                  |
| Середня температура, °C                       | 5,82             | 4,98             | 5,90             | 10,88            | 15,51            | 20,15            | 23,01            | 22,84            | 18,84            | 15,61            | 11,11            | 7,19             |                  |
| Середній мінімум, °C                          | 0,48             | −0,37            | 0,57             | 5,56             | 10,18            | 14,83            | 18,99            | 18,82            | 14,82            | 11,59            | 7,09             | 3,17             |                  |
| Норма опадів, мм                              | 64               | 60               | 76               | 52               | 46               | 28               | 24               | 33               | 72               | 126              | 99               | 86               |                  |
| Середньомісячна швидкість вітру, м/с          | 2.19             | 2.45             | 2.59             | 2.55             | 2.31             | 2.19             | 2.15             | 2.13             | 1.98             | 2.04             | 2.11             | 1.98             |                  |
| Середньомісячна сонячна радіація, кДж/м²·день | 7416             | 9553             | 11706            | 15728            | 19334            | 20793            | 21555            | 18593            | 15176            | 11043            | 8933             | 7013             |                  |
| --------------------------------------------- | ---------------- | ---------------- | ---------------- | ---------------- | ---------------- | ---------------- | ---------------- | ---------------- | ---------------- | ---------------- | ---------------- | ---------------- | ---------------- |
| Джерело:                                      |                  |                  |                  |                  |                  |                  |                  |                  |                  |                  |                  |                  |                  |